# Buire-le-Sec
 Buire-le-Sec  es una población y comuna francesa, situada en la región de Norte-Paso de Calais, departamento de Paso de Calais, en el distrito de Montreuil y cantón de Campagne-lès-Hesdin.

## Demografía
| 643 | 604 | 543 | 551 | 663 | 788 |
| Para los censos de 1962 a 1999 la población legal corresponde a la población sin duplicidades (Fuente: INSEE [Consultar]) |     |     |     |     |     |